# خال‌سهره قهوه‌ای
خال‌سهره قهوه‌ای (نام علمی: Clytospiza monteiri) گونه‌ای رایج از سهره ریز است که در جنوب صحرای آفریقا یافت می‌شود. این تنها عضو از سردهٔ Clytospiza است.
در آنگولا، کامرون، جمهوری آفریقای مرکزی، چاد، جمهوری کنگو، جمهوری دموکراتیک کنگو، گابن، کنیا، نیجریه، سودان جنوبی و اوگاندا یافت می‌شود. گستره جهانی پراکنش آن ۱۲۰۰۰۰۰ کیلومتر مربع برآورد شده‌است. آی‌سوسی‌ان این گونه را به عنوان کمترین نگرانی طبقه‌بندی کرده‌است.
خال‌سهره قهوه‌ای گروه خواهر آتش‌سهره‌ها از سردهٔ Lagonosticta است.